# Welterbe in St. Vincent und den Grenadinen

Der Inselstaat St. Vincent und die Grenadinen hat die Welterbekonvention 2003  ratifiziert. Bislang (Stand 2016) wurde noch keine Stätte auf den St. Vincent und den Grenadinen in das UNESCO-Welterbe aufgenommen.

## Tentativliste
In der Tentativliste sind die Stätten eingetragen, die für eine Nominierung zur Aufnahme in die Welterbeliste vorgesehen sind. Derzeit (2016) sind drei Stätten in der Tentativliste von St. Vincent und den Grenadinen eingetragen, die letzte Eintragung erfolgte 2012. Die folgende Tabelle listet die Stätten in chronologischer Reihenfolge nach dem Jahr ihrer Aufnahme in die Tentativliste (K – Kulturerbe, N – Naturerbe, K/N – gemischt).
| Bild                       | Bezeichnung                                  | Jahr | Typ | Ref. | Beschreibung |
| -------------------------- | -------------------------------------------- | ---- | --- | ---- | --- |
|                            | Felskunst auf St. Vincent und den Grenadinen | 2012 | K   | 5749 | The 13 Stones, Petit Bordel, Barrouallie, Mount Wynne, Buccament, Sharpes Stream, Indian Bay, Yambou 1 und Colonarie |
| Inselgruppe der Grenadinen | Inselgruppe der Grenadinen                   | 2012 | K/N | 5750 | grenzüberschreitende Kandidatur mit Grenada, umfasst in St. Vincent und den Grenadinen die dreizehn Inseln und Inselgruppen Bequia, Isle Quatre, Baliceaux, Mustique, Savan Island, Canouan, Sail Rock, Mayreau, Tobago Cays, Union Island, Palm Island, Mopion Island und Petite St. Vincent |
| Nationalpark La Soufrière  | Nationalpark La Soufrière                    | 2012 | K/N | 5751 | Nationalpark mit dem Stratovulkan La Soufrière auf der Insel St. Vincent |